# Core (album)
Core – debiutancki album studyjny zespołu Stone Temple Pilots z 1992 roku. Został on wydany w tym samym dniu co album grupy Alice in Chains Dirt. Oba albumy okazały się dużymi sukcesami komercyjnymi, i przyczyniły się do popularyzacji nurtu muzycznego grunge. 

## Skład wykonawców
- Dean DeLeo - gitara
- Robert DeLeo - gitara basowa
- Scott Weiland - wokal
- Eric Kretz - perkusja

## Lista utworów
1. Dead & Bloated (5:10)
2. Sex Type Thing (3:36)
3. Wicked Garden (4:05)
4. No Memory (1:20)
5. Sin (6:05)
6. Naked Sunday (3:50)
7. Creep (5:33)
8. Piece of Pie (5:24)
9. Plush (5:13)
10. Wet My Bed (1:36)
11. Crackerman (3:13)
12. Where the River Goes (8:26)